# Кайданов, Николай Иванович
Николай Иванович Кайданов (1821 — 8 июля 1894) — русский учёный, архивист.
Закончил Царскосельский лицей, работал начальником архива департамента таможенных сборов, умер в 1894. Издал несколько систематических каталогов дел, хранившихся в архиве и представлявшим ценный материал для истории русской промышленности и торговли в XVIII и в начале XIX веков.